# Aimé De Mesmaeker
Pour les articles homonymes, voir De Mesmaeker.
Aimé De Mesmaeker, généralement appelé Monsieur De Mesmaeker, est un personnage de la bande dessinée Gaston d'André Franquin, qui fait également quelques apparitions dans la bande dessinée Spirou et Fantasio. Il s'agit d'un puissant homme d'affaires qui doit signer d'importants contrats avec le Journal de Spirou, sans jamais y parvenir.

## Son rôle: signer «les contrats»
On ignore tout de la teneur des fameux contrats que De Mesmaeker doit signer avec le journal. Franquin lui-même n'en savait rien, et cela n'a finalement aucune importance puisqu'ils ne sont qu'un prétexte à gags récurrents. On comprend simplement, en voyant l'énergie déployée par Fantasio, Boulier puis Prunelle, que ces contrats sont très importants pour l'avenir du Journal de Spirou. Ils le sont sans doute aussi pour De Mesmaeker, qui revient inlassablement tenter de les signer alors qu'il quitte le plus souvent les locaux de Spirou dans une violente colère (son juron favori étant « Raaaaaah, gnngni »).
Chaque fois qu'il se rend à Spirou pour signer les fameux contrats — avec Fantasio, puis Prunelle ou, de très rares fois, M. Boulier ou M. Dupuis —, une gaffe ou une invention de Gaston fait échouer la signature. Gaston est pourtant de bonne volonté, mais même ses tentatives pour aider à la signature font capoter l'affaire. Il parvient à faire signer les contrats lui-même en l'absence de ses collègues, mais en se trompant de document. Finalement, la signature des contrats aura avorté à tous les stades : souvent au moment de la signature, mais parfois avant (dans certains gags, De Mesmaeker n'arrive même pas dans les locaux du journal). Il est même arrivé que les contrats soient signés mais détruits ensuite involontairement par Gaston, mais surtout par De Mesmaeker qui les déchire quand il est en colère (en général à cause de Gaston). La signature échoue même hors des locaux de Spirou ou en l'absence de Gaston.
Les bévues de Gaston, en plus de faire capoter la signature des contrats, ont également comme possible effet secondaire de susciter l'ire des locataires des bureaux voisins, MM. Ducran et Lapoigne, deux ingénieurs des travaux publics, taillés comme des piliers de rugby et fort peu diplomates. Il n'est pas rare que leur courroux retombe par erreur sur M. De Mesmaeker alors que c'est Gaston la cause de tous leurs maux. Il est aussi arrivé plusieurs fois que De Mesmaeker soit interpelé par la police à la suite d'une gaffe de Gaston.
Les seuls contrats que De Mesmaeker réussit à passer sont pour deux inventions de Gaston : une première fois pour la recette de sa « chicken soup » (Gaston 6, Les Gaffes d'un gars gonflé, p. 28) et une seconde pour son horloge en forme de capsule Apollo, qui est d'ailleurs défectueuse (Gaston 8, Lagaffe nous  gâte, p. 59).

## Personnalité
De Mesmaeker est un riche homme d'affaires, d'aspect sévère et imposant. Il dirige une entreprise dont on ignore l'activité exacte, si ce n'est qu'elle fait des « affaires en gros » et qu'il emploie au moins une secrétaire à la chevelure rebelle et au nez pointu, Mademoiselle Kiglouss, qui, comme son nom l'indique glousse à chaque fois qu'elle prend la parole (un "hihihi" par bulle).
Il est visiblement fortuné, il s'offre un jet privé, fume le cigare, et semble nourrir une passion pour les belles automobiles américaines, qui servent de prétexte à de nombreux gags, comme sa Ford Mustang servant de cible à la mouette rieuse de Gaston. C'est aussi un amateur de vins de Bordeaux millésimés.
De Mesmaeker est connu pour son tempérament explosif, à la fois colérique et agressif durant les tentatives ratées de signer des contrats au Journal de Spirou. Persévérant, De Mesmaeker se montre de plus en plus méfiant au fil des épisodes, se demandant quel événement fâcheux ferait échouer la signature. Il en devient paranoïaque, persuadé que les gaffes de Gaston Lagaffe sont des coups montés contre lui. La moindre anomalie lui apparaît comme une provocation de la part du Journal de Spirou et la seule vision de Gaston provoque son exaspération.
Toutefois, il lui arrive de faire preuve d'un caractère plus tendre en de rares occasions, en affichant son goût pour le théâtre de marionnettes ou en s'amusant devant une facétie du chat de Gaston. Ces bonnes dispositions ne durent jamais bien longtemps, une gaffe se chargeant de faire revenir le naturel orageux au galop. 
On en sait peu sur sa vie privée. Il a une femme, visible dans un gag, et au moins deux filles, dont l'aînée ne roule qu'en Alfa Romeo.

## Origine du nom
Il n'y a aucun jeu de mots à chercher dans « De Mesmaeker ». Il s'agit du nom de famille de Jidéhem, alias Jean De Mesmaeker, co-dessinateur de Gaston avec Franquin. Il avait remarqué que le personnage — récemment apparu, dans un gag où il n'était pas nommé — ressemblait beaucoup à son père, ce qui décida Franquin à lui donner ce nom. M. De Mesmaeker Senior étant commercial dans la vraie vie, il lui fut de plus en plus difficile de se faire prendre au sérieux au moment de la signature de contrats, à cause de la popularité croissante de Gaston.
« Mesmaeker » est un patronyme flamand courant signifiant « coutelier » en néerlandais. « De » n'est pas une particule nobiliaire ni onomastique : c'est un article défini, dont l'étymologie est la même que celle de l'article anglais "the". Le nom entier « De Mesmaeker » signifie « le coutelier ». En anglais il peut se prononcer comme mess maker, c'est-à-dire « faiseur de pagaille », ce qui n'est qu'une coïncidence. D'autant plus que ce qualificatif ne correspond pas à son rôle dans la BD, le fauteur de trouble étant plutôt Gaston.
Le prénom de Monsieur De Mesmaeker, Aimé, n'est révélé qu'assez tardivement dans la série, au détour d'une bulle de l'album Lagaffe mérite des baffes.

## Apparitions hors albums de Gaston Lagaffe
De Mesmaeker apparaît à deux reprises dans la série Spirou et Fantasio : dans l'histoire Bravo les Brothers (album Panade à Champignac), par Franquin, puis, beaucoup plus tard, dans La Colère du Marsupilami, de Yoann et Vehlmann. Auparavant, De Mesmaeker avait fait un caméo muet dans l'album Dans les griffes de la Vipère. La réapparition du personnage depuis les années 2010 dans la série Spirou et Fantasio est possible depuis le rachat de Marsu Production par Dupuis et récupère également les droits d'utilisations des personnages.
On le voit également dans l'album Tonton Placide de la série Benoit Brisefer, créée par Peyo et Walthéry. Une drogue absorbée à leur insu par les voyageurs d'un train les contraint à jeter leurs valises par la fenêtre et, parmi ces derniers, figure De Mesmaeker, furieux car les contrats signés se trouvent dans sa valise.

## Adaptations
Michel de Warzée double la voix du personnage dans la série animée Gaston, diffusée à partir de 2009.
Jérôme Commandeur incarne M. De Mesmaeker dans le film Gaston Lagaffe réalisé par Pierre-François Martin-Laval et sorti au cinéma en 2018.